# Maróc
Maróc è un comune dell'Ungheria di 119 abitanti (dati 2001). È situato nella contea di Zala.